# Johannes Szadowski

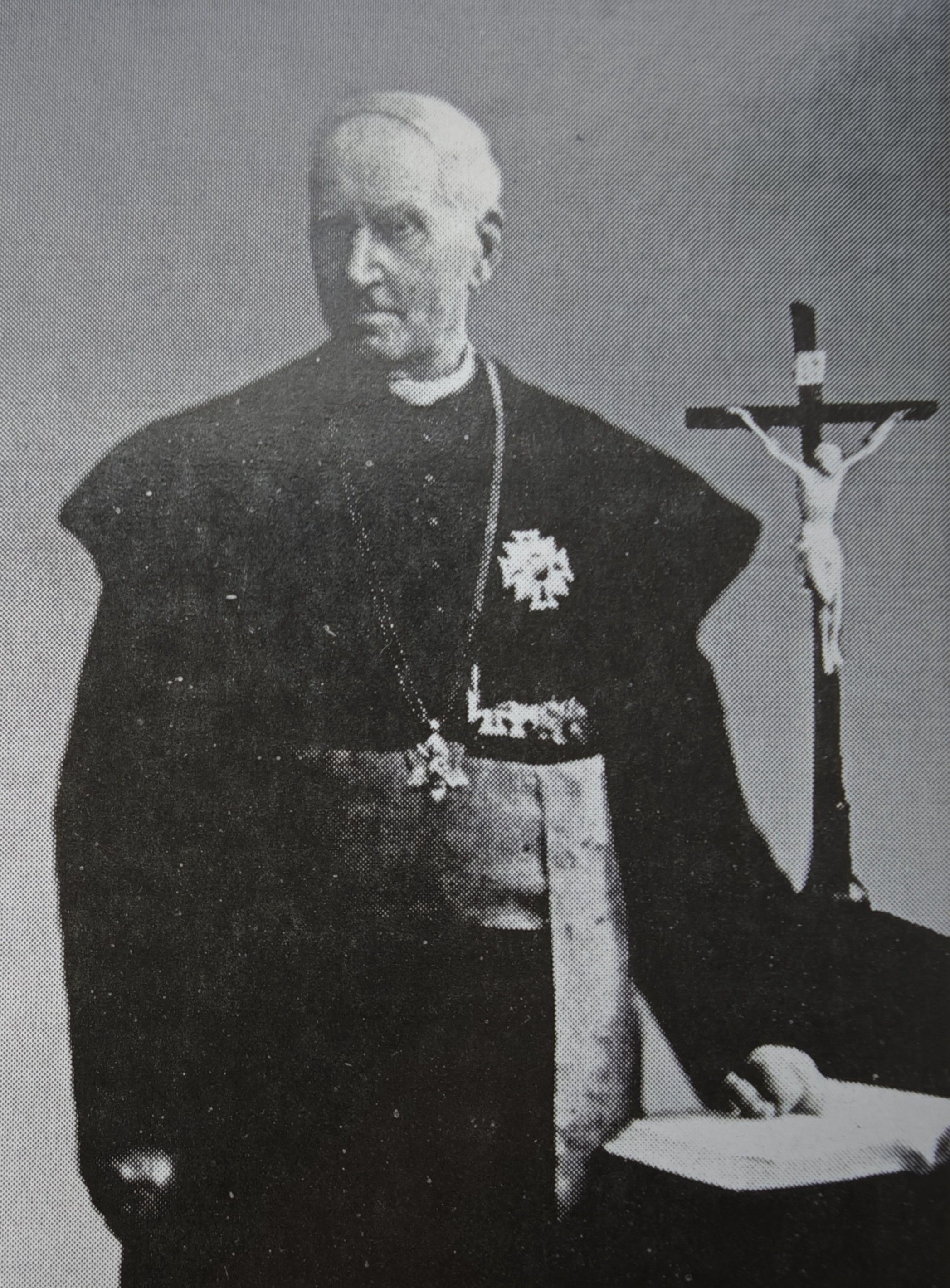
Johannes Szadowski

Johannes Szadowski (* 12. Mai 1834 in Ziegelscheune, Kreis Meseritz; † 10. August 1914 in Königsberg i. Pr.) war ein deutscher katholischer Theologe in Ostpreußen.

## Leben
Nach der Priesterweihe war Szadowski Geistlicher in Wartenburg und Braunsberg. Am  Deutsch-Französischen Krieg 1870/71 nahm er als Divisionspfarrer teil. Nach dem Krieg war er wieder Kaplan in Braunsberg und Willenberg. 1889 wurde er Propst der Propsteikirche (Königsberg). In seinen 25 Amtsjahren richtete er vier neue Kirchen ein. 1898 ernannte ihn die Verbindung Tuisconia im Cartellverband der katholischen deutschen Studentenverbindungen zum Ehrenmitglied. Im Ersten Weltkrieg erhielt er das für einen Pfarrer sehr seltene Eiserne Kreuz I. Klasse. 1909 wurde er Päpstlicher Hausprälat und 1911 Ermländischer Ehrendomherr. Die Krone Preußen zeichnete ihn mit dem (für einen Pfarrer ebenfalls sehr seltenen) Roten Adlerorden aus. Szadowski starb mit 80 Jahren.

## Veröffentlichungen
- Urkundenfund und Urkundliches. Altpreußische Monatsschrift 27 (1890) (= Preußische Provinzial-Blätter 93), S. 673–676.